# Петроман
Петроман (рум. Petroman) — село у повіті Тіміш в Румунії. Адміністративно підпорядковане місту Чакова.
Село розташоване на відстані 410 км на захід від Бухареста, 25 км на південь від Тімішоари.

## Населення
За даними перепису населення 2002 року у селі проживали 736 осіб.
Національний склад населення села:
| Національність | Кількість осіб | Відсоток |
| -------------- | -------------- | -------- |
| румуни         | 696            | 94,6%    |
| цигани         | 28             | 3,8%     |
| угорці         | 6              | 0,8%     |

Рідною мовою назвали:
| Мова      | Кількість осіб | Відсоток |
| --------- | -------------- | -------- |
| румунська | 697            | 94,7%    |
| циганська | 28             | 3,8%     |
| угорська  | 5              | 0,7%     |